# 恆春縣城
恆春縣城，是位於臺灣屏東縣恆春鎮的一座城池，是清朝在牡丹社事件之後所設的恆春縣縣治所在，始動工興建於光緒元年十月十八日（1875年11月15日），光緒五年七月十五日（1879年9月1日）落成，是臺灣現存城池之中唯一保存所有城門的一座。
該城的遺跡在日治時期的昭和十年（1935年）12月5日被指定史蹟名勝天然紀念物之一，戰後則在民國七十四年（1985年）8月19日公告為臺閩地區二級古蹟，後改為國定古蹟。

## 沿革
恆春地區舊稱琅，原屬鳳山縣管轄，但實際上鳳山縣對此處的管轄能力有限。羅發號事件與牡丹社事件後，沈葆楨於同治十三年（1874年）六月奉令來臺處理海防與善後事宜，而在該年十二月初一時他命臺灣道夏獻綸、浙江候補道劉璈前往琅探查，後來沈葆楨本人也在十二月十三日親自探查，之後在十二月二十三日上奏，其奏摺中提到認為可依照夏、劉之見選定「車城南十五里之猴洞」為縣治，並打算由「素習堪輿家言」的劉璈處理築城事宜，又謹擬縣名為「恆春」。
恆春縣城在隔年，即光緒元年十月十八日（1875年11月15日）動工，經費由國庫支應，但仍動員嘉義縣、臺灣縣、鳳山縣的仕紳前往督造，後於光緒五年七月十五日（1879年9月1日）落成。
日治時期，恆春縣城在明治四十一年（1908年）受颱風侵襲而受創，而後在昭和十年（1935年）12月5日被指定為臺灣史蹟名勝天然紀念物之一。二次大戰中，恆春古城也受戰火波及而受損，之後在民國四十八年（1959年）碰上地震再次受創；後來又因為開闢道路等因素，使得東門段的城垣在民國五十二年（1963年）及民國五十七年（1968年）先後遭拆除。
民國六十八年（1979年），恆春古城遺跡被列暫定一級古蹟，而屏東縣政府也在同年接受交通部觀光局補助下重建南門城樓；而在民國七十二年（1983年）又重建東門城樓，但因整建過程中有缺失，民國七十四年（1985年）公告時降為二級古蹟。而重建的兩個城樓中，東門城樓在民國八十七年（1998年）因遭白蟻蛀蝕又再次傾圮。
2006年，恆春古城在2006年恆春地震中受到波及，其中在地震後城垣上的城垛（亦即女兒牆）共倒了15座。南門門樓南門軒亭倒塌，四周挑樑及屋架榫頭鬆脫。

## 風水
《恆春縣志》中記載說恆春古城的四周有山，分別為三臺山、龍鑾山、虎頭山與西屏山，在風水上被視為玄武(北)、青龍(東)、白虎(西)、朱雀(南)，而三臺山為主山。又城內的猴洞山為龍脈所在，為廟宇集中地。

## 城池設計

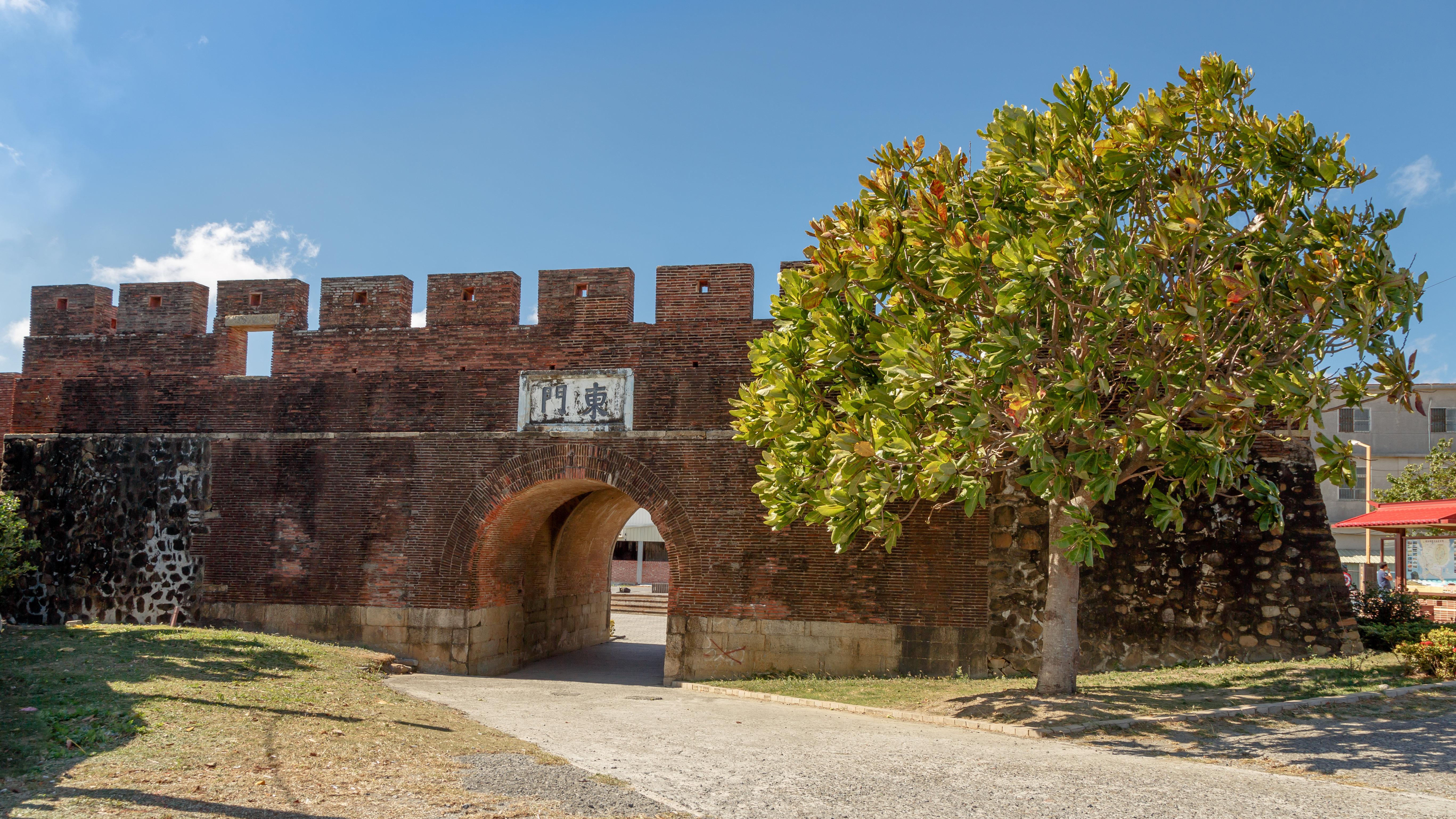
東門
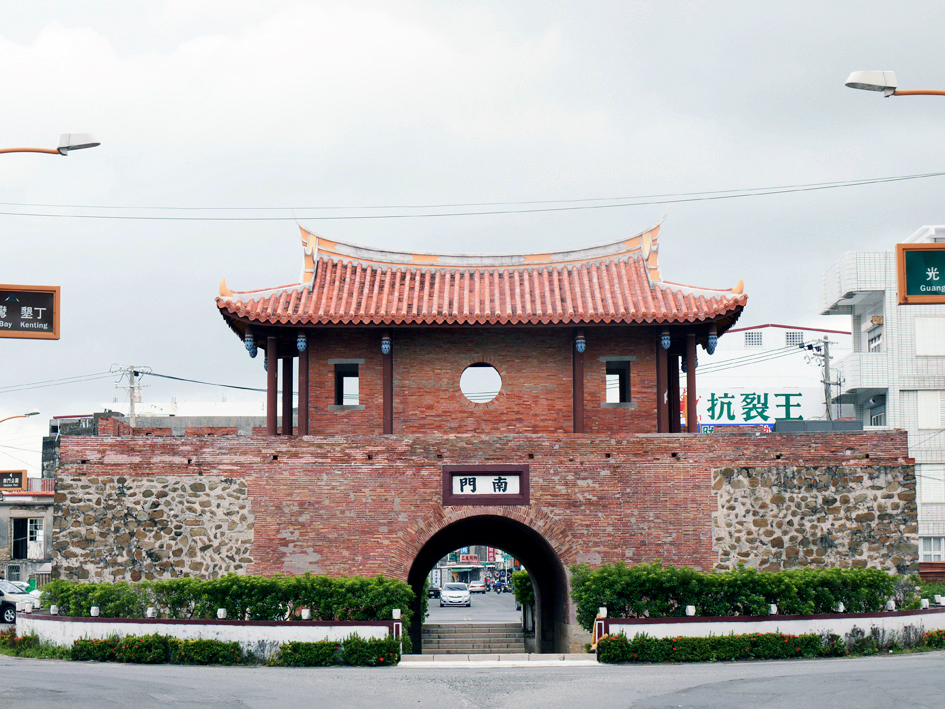
南門，又稱明都門
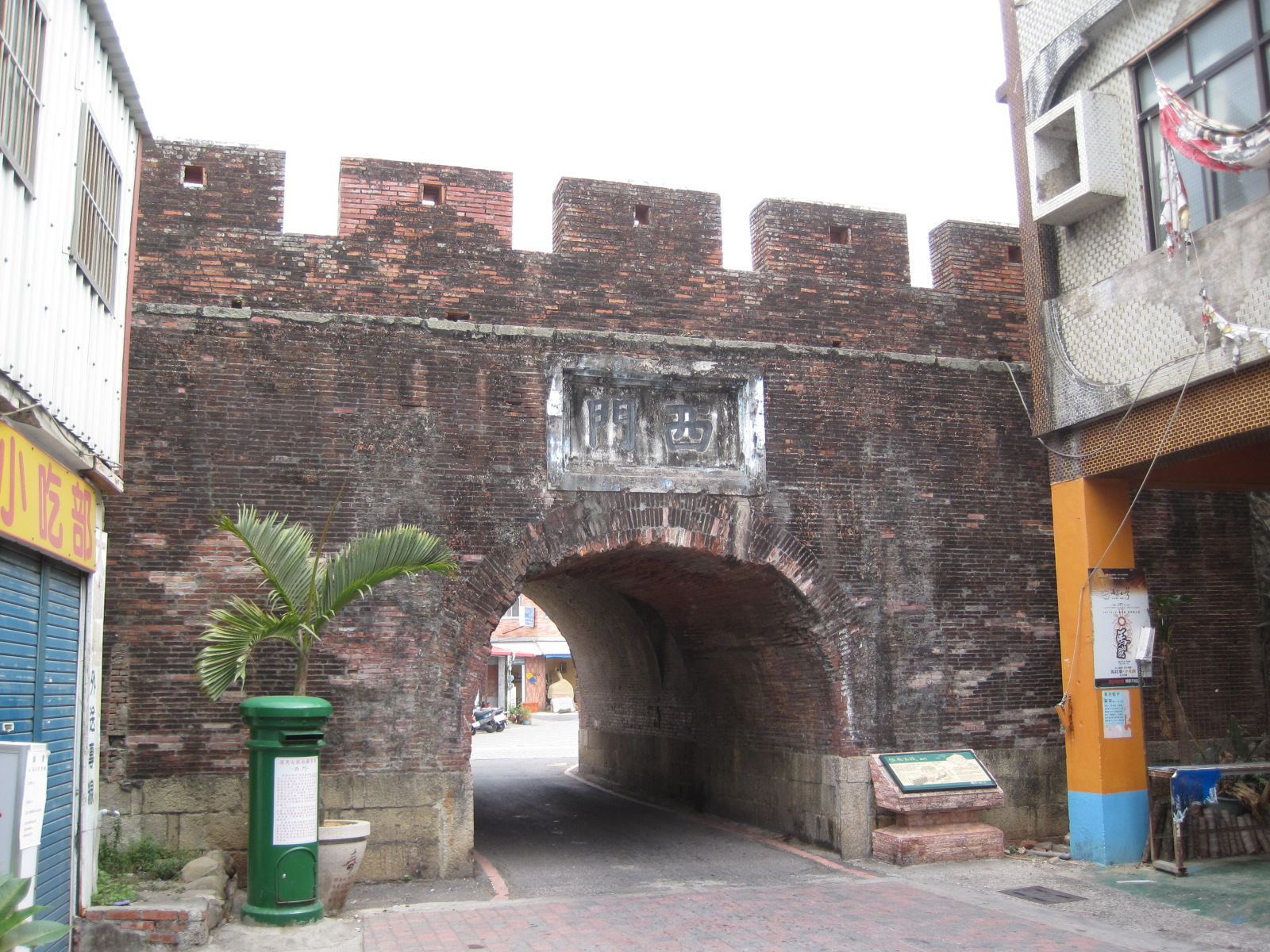
西門
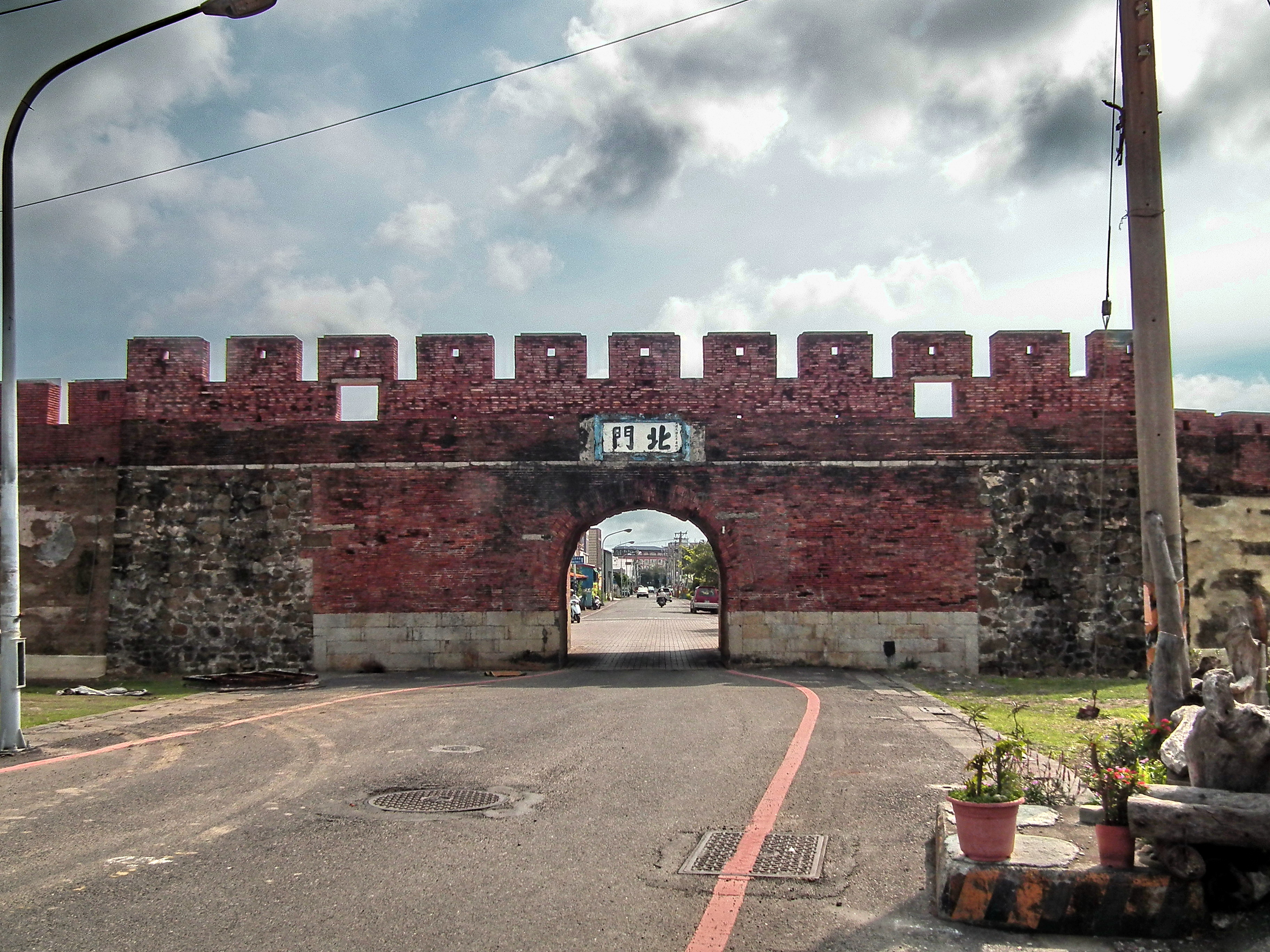
北門

恆春古城周長有880丈（約2600公尺），城基厚2丈、而外牆高有1丈4尺5寸，內牆則高1丈3尺4寸，牆寬1丈6尺，設有四門，除南門有「明都門」之稱，其餘三門僅稱東門、北門、西門。城門外有壕溝，於城門處設有橋樑，而各個城門之間設有砲臺。而在城裡有縣署、典史署、文廟 (澄心亭)、同善公所、天后宮、風神廟、城隍廟、福德祠、三山國王廟、白龍庵、五龍君王廟、觀音廟等設施。又光緒四年（1878年）知縣黃延昭曾在城內挖掘五口水井，分別位在大街、縣署西轅門、風神廟前、縣署後與南門:77。
古城裡較為熱鬧的地區在西南部，主要街道有縣前街、西門街、打鐵街、南門街、客人街、東門街、北門街與土地公街等等。

## 圖片集

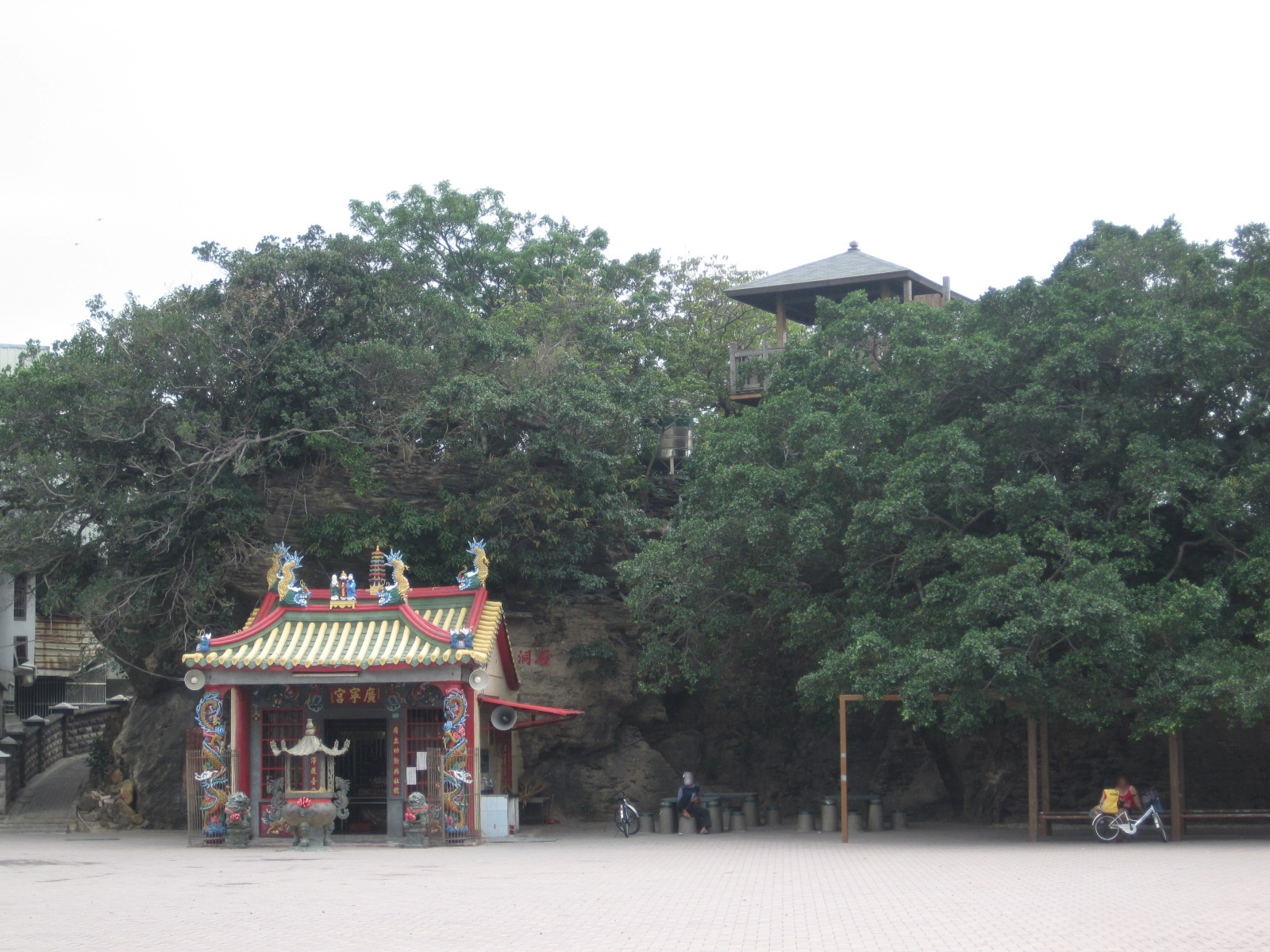
猴洞山與廣寧宮（原三山國王廟）
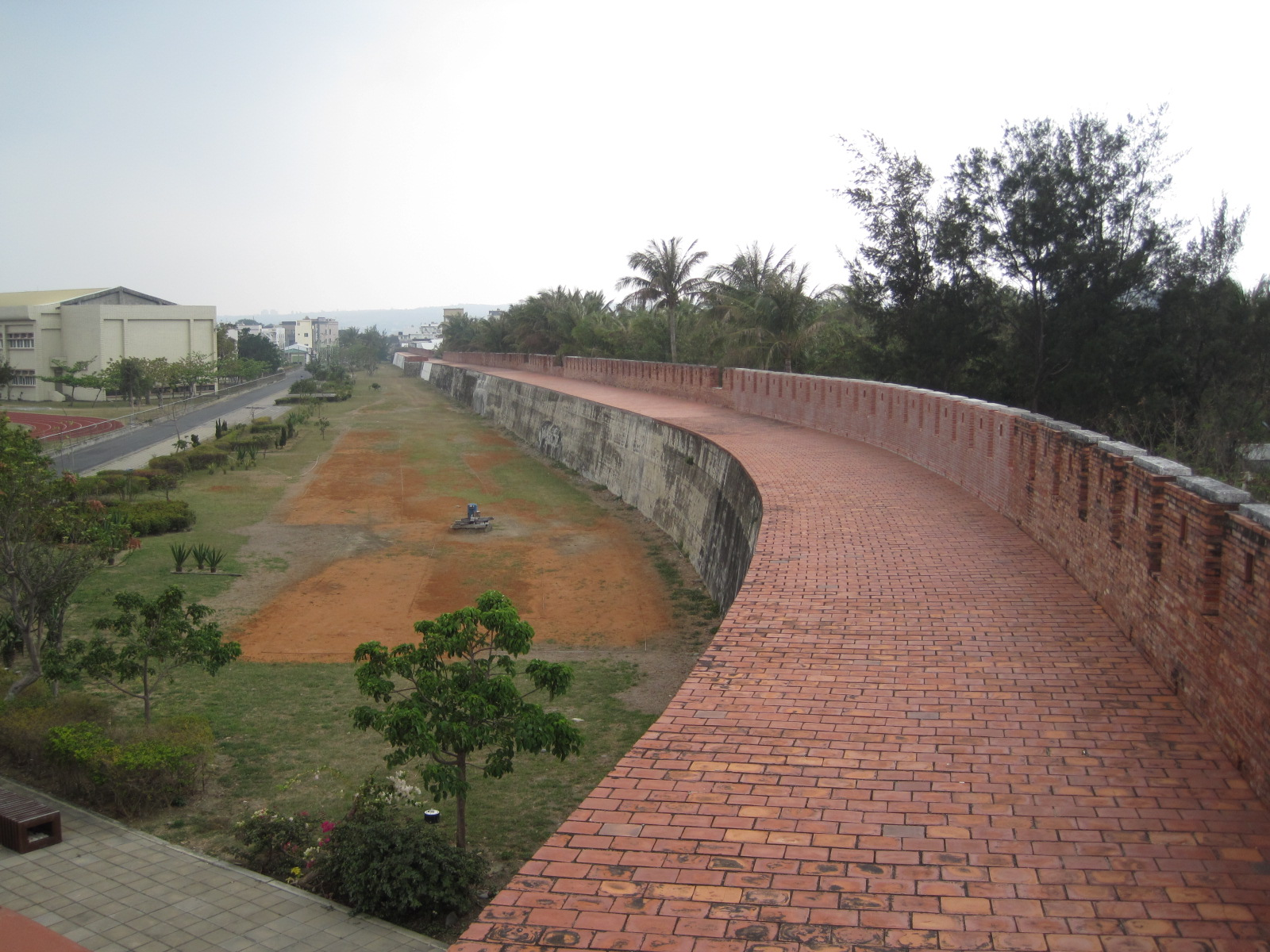
北門與西門間的城垣
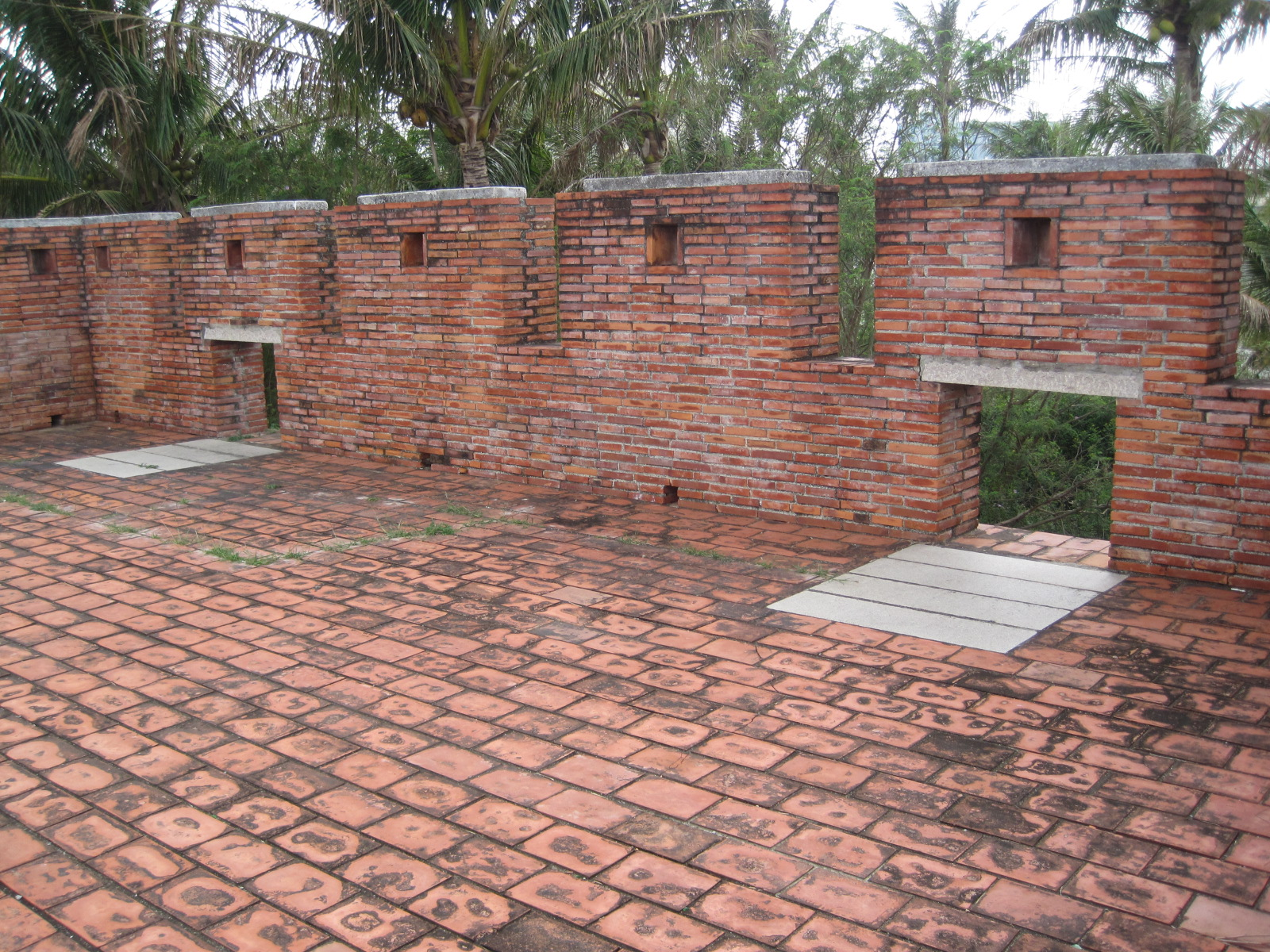
城垣砲臺上的銃眼與砲口

## 外部連結
- 墾丁國家公園——恆春古城與鵝鑾鼻燈塔 （页面存档备份，存于）
- 【台灣，你好！】空拍鷹眼系列 - 2015/7/28 屏東恆春古城 卷一 （页面存档备份，存于）
- 遊恆春城西門與老街-建城往事細說從頭 （页面存档备份，存于）